# Paspels
Paspels (Reto-Romaans: Pasqual; Italiaans (verouderd): Pascolo) is een plaats en voormalige gemeente in het Zwitserse kanton Graubünden en maakt deel uit van het district Hinterrhein.
Paspels telt 464 inwoners. In 2015 is de gemeente gefuseerd met de andere gemeenten Almens, Pratval, Rodels en Tomils tot de nieuwe gemeente Domleschg.